# Hilary du Pré
Hilary du Pré (Oxford, 1942) è una flautista britannica.

## Biografia
Hilary du Pré è nata nel 1942 ad Oxford, in Inghilterra, primogenita del ragioniere Derek du Pré e dell'insegnante di pianoforte Iris Greep che il padre, all'età di trent'anni, conobbe in Polonia, prendendola poi in sposa nel 1940. Dalla coppia nacquero, nel 1945, la secondogenita Jacqueline du Pré, celebre violoncellista prematuramente scomparsa e, nel 1948, il terzogenito Piers.
Dalla madre ricevette già dalla tenera età le prime lezioni di pianoforte, strumento che però lasciò molto presto per intraprendere lo studio del flauto.
Hilary du Pré abbandonò la musica quando sposò il direttore d'orchestra Christopher Finzi (“Kiffer”), con il quale sua sorella Jacqueline ebbe una breve relazione tra il 1971 e il 1972. Secondo Hilary e suo fratello Piers, come scrissero a quattro mani nel loro libro A Genius in the Family, la relazione tra Jacqueline e Finzi avrebbe avuto la benedizione di Hilary, convinta che fosse un modo per aiutare la sorella a superare un momento molto difficile della sua vita causato, da un lato, da una difficile crisi matrimoniale, e, dall'altro, dalla scoperta di essere affetta da sclerosi multipla, malattia che la portò alla morte. Nelle memorie si dice che Jacqueline avrebbe chiesto a Hilary di poter dormire col cognato.
Questo racconto fu pubblicamente criticato nel 1999 da Clare Finzi, una dei quattro figli di Hilary e Cristopher, sostenendo una versione dei fatti decisamente diversa: disse che suo padre sarebbe stato un adultero abituale e che avrebbe sedotto sua zia Jacqueline in quel momento emotivamente fragile, pensando solo a soddisfare la necessità di gratificare il proprio ego.
La storia di Hilary du Pré trovò anche una trasposizione cinematografica, sempre ispirata al già citato A Genius in the Family, grazie al film inglese Hilary e Jackie diretto nel 1998 da Anand Tucker, nel quale la sua figura è interpretata dall'attrice australiana Rachel Griffiths. Del film, che riscosse un discreto successo al botteghino e ricevette una nomination per l'Academy Award, occorre però dire che suscitò un giudizio del tutto negativo negli intimi della famiglia du Pré, i quali sostengono che la figura di Hilary ne esce completamente diversa da quella che fu in realtà.